# Xã Buena Vista, Quận Clayton, Iowa
Xã Buena Vista (tiếng Anh: Buena Vista Township) là một xã thuộc quận Clayton, tiểu bang Iowa, Hoa Kỳ. Năm 2010, dân số của xã này là 289 người.